# ダン・アイアランド
ダン・アイアランド（Dan Ireland、1949年5月11日ー2016年4月14日）は、米国ーカナダの映画プロデューサー・演出家。シアトル国際映画祭の設立者の一人。

## 概略
オレゴン州ポートランド生まれ。5歳の時に母がヴァンクーヴァーに移住。ダリル・マクドナルドと十年間シアトル国際映画祭を挙行。「ザ・デッド/「ダブリン市民」より」「レインボウ (映画)」などのプロデューサーを務めたが、1995年監督に転じ、「草の上の月」「クレアモントホテル」などを監督した。

## プロデュース・監督作品
- ザ・デッド/「ダブリン市民」より（1987）ープロデューサー
- レインボウ (映画)（1989）ープロデューサー
- 草の上の月（1996）
- ベロシティ・オブ・ゲイリー（1998）
- ラブ・アクシデント（2002）
- クレアモントホテル（2005）